# 마이클 파크스
마이클 파크스(Michael Parks, 1940년 4월 24일 ~ 2017년 5월 9일)는 미국의 배우 및 가수이다.

## 출연 작품
- 킬빌1,2
- 장고: 분노의 추적자 - 광업 회사 직원 역
- 터스크 - 하워드 하우 역
- 팔로미나스
- 블러드 파더 - 프리처 역
- 그레이터 - 레오 역